# Standing in the Breach
Standing in the Breach è il quattordicesimo album in studio del cantautore e musicista statunitense Jackson Browne, pubblicato nel 2014.

## Tracce
1. '01 The Birds of St. Marks'
2. '02 Yeah Yeah'
3. '03 The Long Way Around'
4. '04 Leaving Winslow'
5. '05 If I Could Be Anywhere'
6. '06 You Know the Night'
7. '07 Walls and Doors'
8. '08 Which Side'
9. '09 Standing in the Breach'
10. '10 Here'